# Timoxè (militar)
Timoxè (en llatí Timoxenos, en grec antic Τιμόξενος) fou un militar grec.
Comandant de les tropes gregues a Skione, va intentar entregar Potidea als perses l'any any 480 aC però es va descobrir la seva traïció i probablement va morir executat, encara que aquesta circumstància no es menciona a les cròniques. En parlen Heròdot, Poliè el Macedoni i Enees Tàctic.